# السفارة السعودية في موريشيوس
سفارة المملكة العربية السعودية في موريشيوس، هي بعثة دبلوماسية سعودية تقع في العاصمة - ويترأس البعثة سفير خادم الحرمين الشريفين أحمد بن سلامة. العنوان: سيبر سيتي 1- البرج ب- الدور الثامن- شارع وول ستريت- ايبان.

## السفير
أحمد بن سلامة هو سفير المملكة العربية السعودية في موريشيوس، وهو مدير عام الإدارة العامة للشؤون الدبلوماسية، ومحاضر قواعد المراسم واللباقة في العمل الدبلوماسي، عمل في عدد من السفارات.
شارك في العديد من المؤتمرات واللجان، حصل على عدد من الدورات، وحصل على ميدالية الإستحقاق وخطابات شكر من اصحاب السمو والمعالي الوزراء وكبار المسؤولين. مؤهلاته العلمية بكالوريوس علوم سياسية من جامعة الملك سعود، وماجستير دراسات دبلوماسية من معهد الأمير سعود الفيصل للدراسات الدبلوماسية.

## وصلات خارجية
- وزارة الخارجية السعودية (بالعربية)
- قنصلية المملكة العربية السعودية في موريشيوس